# Dan Jørgensen
Dan Jannik Jørgensen, född 12 juni 1975 i Odense i Danmark, är en dansk politiker. Han är sedan december 2024 EU-kommissionär med ansvar för energi och bostäder. 
Han var minister för utvecklingssamarbete och global klimatpolitik 2022–2024 i SVM-regeringen och klimat-, energi- och försörjningsminister 2019–2022 i den föregående socialdemokratiske mindretalsregering. Han var ledamot av Folketinget för Socialdemokratiet 2015 till 2024, invald i Fyns storkrets. Han fick 14 874 personröster vid folketingsvalet 2015, och var med det den kandidat i Fyns storkrets som fick flest personröster. Han var minister för livsmedel, lantbruk och fiske i regeringen Helle Thorning-Schmidt I och II mellan 2013 och 2015. Han var ledamot av Europaparlamentet för Socialdemokratiet 2004 till 2013.

## Bakgrund
Jørgensen växte upp i Morud på Fyn och gick på Nordfyns gymnasium i Søndersø på Nordfyn mellan 1991 och 1994. Han läste statsvetenskap vid Århus universitet och University of Washington och tog en cand.scient.pol.-examen med specialisering i EU och politisk kommunikation 2004. Han var ordförande för den socialdemokratiska studentorganisation Frit Forum Århus 2001-2002. Hans ingång i politiken präglades mycket av ett möte med ordföranden för Socialdemokratiet och tidigare miljöminister Svend Auken, som han mötte i sambandet med arbetet med Frit Forum.

## Europaparlamentet
Dan Jørgensen ställde upp för val till Europaparlamentet första gången 2004. Han valdes med 10 350 personröster. I parlamentet satt han i miljöutskottet.
Vid Europaparlamentsvalet 2009 var han partiets förstanamn och blev omvald med 233 266 personröster, vilket var det fjärde högsta för en dansk någonsin vid val till Europaparlamentet. Han var gruppledare för de fyra danska socialdemokraterna i Europaparlamentet.
Under sin första mandatperiod i Europaparlamentet var han vice ordförande i utskottet för miljö, folkhälsa och livsmedelssäkerhet, medlem i budgetkontrollutskottet och suppleant i transportutskottet. Jørgensen behöll under andra mandatperioden i Europaparlamentet posten som vice ordförande i utskottet för miljö, folkhälsa och livsmedelssäkerhet. Han var också ordförande för gruppen för djurvälfärd.
Bland de saker som Jørgensen arbetade med fanns det omfattande kemikalielagstiftningspaketet REACH, som infördes 2006. Han har utöver det arbetet med EU:s klimatmålsättningar och genomförandet av 20-20-20-mål, som innebar att EU till 2020 skulle ha minska fossil-CO2-utsläppen med minst 20 procent. Han har även arbetet för mer restriktiva regler for djurvälfärd i EU. Jørgensen låg bakom en kampanj mot långa djurtransporter (www.8hours.dk) för vilken han utsågs till årets djurvän av Dyrenes Beskyttelse 2012.

## Minister för livsmedel, lantbruk och fiske
Dan Jørgensen utsågs i december 2013 till minister för livsmedel, lantbruk och fiske i Helle Thorning-Schmidts regering. Han lade 2015 fram ett lagförslag om förändring i Dyreværnsloven, som bland annat skulle förbjuda tidelag i Danmark. Förslaget antogs i april samma år av en majoritet i Folketinget. Som minister stod han också bakom en ambitiös ekologiplan, Danmark fick en ny nationalret och skapare regler för grisars välfärd.

## Folketinget
Dan Jørgensen blev i juni 2015 invald i Folketinget med 14 874 personröster, flest på Fyn. Som folketingsledamot for Socialdemokratiet blev Dan Jørgensen i 2015 udlændingeordfører. I december 2017 tog Mattias Tesfaye över uppgiften då Jørgensen istället blev vice gruppledare för Socialdemokratiets folketingsgrupp. Hann satt även i Folketingets utlännings- och integrationsutskott samt var vice ordförande i NATO:s parlamentariska församling.
Dan Jørgensen stod från 2015 till 2017 i spetsen för Socialdemokratiets arbete med att skriva ett nytt principprogram. Socialdemokratiet kallade själva processen for ”Danmarks største politiske samtale”. År 2017 blev det nya principprogram, Fælles om Danmark, antaget på partiets kongress, med förord av Jørgensen och partiledare Mette Frederiksen.
Ut över arbetet som politiker har Dan Jørgensen varit extern lektor vid institutet for statsvetenskap vid Köpenhamns universitet, Seattle University, Sciences Po i Paris, DIS (Danish Institute for Study Abroad), institutet för statsvetenskap vid Århus universitet och adjungerad professor vid Ålborg universitet.

## Klimat-, energi- og forsyningsminister (2019–2022)
Dan Jørgensen blev efter folketingsvalet 2019 utnämnd till klimat-, energi- og forsyningsminister i Mette Frederiksens regering. Som klimatminister stod han bakom Klimaloven, som ska minska Danmarks nationella utsläpp med 70 procent till 2030 i förhållande till 1990. Utöver Socialdemokratiet stod Venstre, Dansk Folkeparti, Radikale Venstre, Socialistisk Folkeparti, Enhedslisten, Konservative Folkeparti och Alternativet bakom lagen.
Under de följande åren förhandlade Jørgensen som minister fram ett antal avtal för att förverkliga klimatmålen. Han stod som minister bakom en lag om att stopp prospektering av olja och gas i Nordsjön 2050. Jørgensen stod också bakom avtal om att etablera så kallade energiöar, en i Nordsjön och en i Östersjön.
Dan Jørgensen och regeringen fick igenom ett avtal om elbilar med mål att det ska finnas 500 000 elbiler (inkl. plugin-hybrider) 2030. Detta skulle ändå inneburit fler bensin- och dieseldrivna bilar 2030 i Danmark, jämfört med 2020. Efter förhandlingar med övriga politiska partier höjdes målet till 775 000 elbilar 2030. I juni 2022 ingick regeringen ett avtal om en grön skattereform. Den innebar bland annat en ny CO2-avgift på industriföretag. Efteråt sade Dan Jørgensen, att med avtalet om grön skattereform har Danmark kommit mer än två/tredjedels väg till att nå målet om 70 procent reduktion av CO2-utsläppen till 2030. Även om fler avtal genomförts för att ta Danmark två/tredelar mot att uppfylla klimatmålen har Jørgensen också fått kritik för att det inte gått tillräckligt snabbt. Kritiker har bland annat hänvisat till Klimarådet, som flera gånger efterlyst konkreta svar på varifrån övriga CO2-reduktioner skall komma.
Dan Jørgensen har också blivit kritiserad för att tillåta företag utveckla infrastruktur för fossila bränslen. Ett exempel är (fossil)gasledningen till Lolland-Falster, till en kostnad på  699 miljoner DKK. I ett svar till Folketinget bekräftade Dan Jørgensen, att ledningen inte skulle reducera CO2-utsläppen i Danmark på kort sikt eller skapa nya arbetsplatser. Dan Jørgensen fick en "näsa" i juni 2020 av en majoritet i Folketinget för förhalning av förhandlingar om biobränsle.
Som en följd av IPCC:s rapport i augusti 2021, sade Dan Jørgensen: "Alarmklokkerne burde bimle og bamle hos alle, der har med klimapolitik at gøre". Dan Jørgensen upprepade i samband med det att Danmarks ska vara en förebild för resten av värden när det kommer till att genomföra en grön omställning.
Kritiker har kallat regeringens klimathandlingsstrategi for en "hockeystav". Det betyder, att man planerar att vänta på att nya teknologier bliver billigare och mer tillgängliga och därför får mest reduktion i slutet av årtiondet. Denne strategi har av Enhedslistens Mai Villadsen kallats en "Bjørn Lomborgsk drøm". Dan Jørgensen sade sommaren 2021, att bilden med en hockeystav är en misstolkning å det grövsta och om det någonsin funnits en hockeystav är den nu både trasig och uppeldad med hänvisning till avtalen om CO2-reduktioner. Internationellt har dock Danmark dock ofta beskrivits som ett grönt foregangsland, bland annat genom att flera år i rad ha varit bäst placerade land på ’Climate Change Performance Index’, där internationella gröna organisationer rangordnar ett antal utvalda länder på klimatområdet.
I september 2022 föreslog Dan Jørgensen att det skulle införas en flygavgift. Det blev till verklighet med ett avtal om grön omställning för luftfarten i december 2023. Med avtalet mellan regeringen och parterna i grøn trepart i juni 2024, där Danmark bland annat som det första land i världen beslutade genomföra en CO2-afgift på lantbruket, har Danmark nu möjlighet att nå 2030-målet om att reducera utsläppen med 70 % till 2030.

## Minister for utvecklingssamarbete och global klimatpolitik (2022–2024)
När SVM-regeringen bildades i december 2022 utsågs Dan Jørgensen till minister for utvecklingssamarbete och global klimatpolitik. Det var en ny ministerpost, som skulle binda samman u-hjälp och international klimatpolitik. Dan Jørgensen sade efter att han blivit utnämnd att ”Denne nye måde at tænke udviklings- og international klimapolitik sammen på kommer til at forbedre Danmarks muligheder for at gøre en positiv forskel i verden, der hvor der er allermest brug for det,” och hänvisade bland annat till att klimatförändringar medför både torka och översvämningar, vilka har en stor påverkan på utvecklingspolitiken.
Dan Jørgensen har som minister för global klimatpolitik spelat en betydande roll i samband med FN:s årliga klimattoppmöten. Som klimatminister lanserade Jørgensen ’Copenhagen Climate Ministerial’, som tre år i rad samlade ministrar från hela världen före toppmötet.
Dan Jørgensen ligger också bakom ’Beyond Oil and Gas Alliance’ (BOGA), som Danmark tillsammans med Costa Rica lanserade vid COP 26 2021. Alliansen samlade ett antal nationella och  subnationella regeringar, som alla satt ett slutdatum for olje och gasproduktion. Bland medlemmerna finns Frankrike, Kenya och Kalifornien. Året efter var Danmark med och lanserade alliansen för havsbaserad vindkraft ’Global Offshore Wind Alliance’ (GOWA), som har som mål att säkra minst 380 gigawatt havsvind globalt till 2030 och 2 000 gigawatt 2050. Under COP 28 i Dubai i december 2023 blev han tillsammans med Barbara Creecy från Sydafrika utvald till att förbereda förhandlingarna för att realisera målen i Paris-avtalet, den så kallade ’globala inventeringen’.
Dan Jørgensen har även varit engagerad i återuppbyggnaden av Ukraina, bland annat genom Danmarks partnerskap med staden Mykolajiv. Han modtog 29 maj 2024 den ukrainska förtjänstorden av första graden från president Volodymyr Zelenskyj.

## Privat
Dan Jørgensen har tidigare varit ett par med  modellen och hälsokonsulten Vibeke Lentz, influencern Katherine Diez., skådespelaren Laura Bach och modellen Sofie Jagert.